# Championnat de Moldavie de football 2017
Navigation
Saison 2016-2017 Saison 2018
Le championnat de Moldavie de football 2017 est la 27e édition de ce championnat. Pour cette saison, dix clubs évoluent dans la Divizia Națională et rencontrent trois fois chacun de leurs adversaires. Champion pour la quinzième fois de son histoire à l'issue de la saison 2016-2017, le Sheriff Tiraspol remet son titre en jeu.

## Participants
| Club                    | Localisation | Stade                      | Capacité      |
| ----------------------- | ------------ | -------------------------- | ------------- |
| FC Dacia Chișinău       | Chișinău     | Stadionul Moldova          | 8 550 places  |
| FC Dinamo-Auto Tiraspol | Tiraspol     | Stade Dinamo-Auto          | 3 525 places  |
| FC Milsami Orhei        | Orhei        | Complexul Sportiv Raional  | 2 539 places  |
| FC Petrocub             | Hîncești     | Stadionul Orășenesc        | 1 500 places  |
| FC Sfintul Gheorghe     | Suruceni     | Stade Suruceni             | 1 500 places  |
| FC Sheriff Tiraspol     | Tiraspol     | Bolshaya Sportivnaya Arena | 13 460 places |
| Speranța Nisporeni      | Nisporeni    | Stadionul Orășenesc        | 1 500 places  |
| FC Spicul Chișcăreni    | Chișcăreni   | Complexul Sportiv Raional  | 2 539 places  |
| FC Zaria Bălți          | Bălți        | Stade Olimpia Bălți        | 5 953 places  |
| FC Zimbru Chișinău      | Chișinău     | Stade Zimbru               | 10 600 places |

## Compétition

### Classement
Le barème de points servant à établir le classement se décompose ainsi :
- Victoire : 3 points
- Match nul : 1 point
- Défaite : 0 point

| Rang | Équipe                  | Pts | J  | G  | N | P  | Bp | Bc | Diff |
| ---- | ----------------------- | --- | -- | -- | - | -- | -- | -- | ---- |
| 1    | FC Sheriff Tiraspol T   | 45  | 18 | 14 | 3 | 1  | 50 | 14 | +36  |
| 2    | FC Milsami Orhei C      | 40  | 18 | 13 | 1 | 4  | 26 | 12 | +14  |
| 3    | FC Petrocub             | 26  | 18 | 7  | 5 | 6  | 25 | 16 | +9   |
| 4    | FC Dacia Chișinău       | 26  | 18 | 7  | 5 | 6  | 23 | 26 | -3   |
| 5    | FC Zaria Bălți          | 24  | 18 | 7  | 3 | 8  | 28 | 20 | +8   |
| 6    | Speranța Nisporeni      | 21  | 18 | 5  | 6 | 7  | 18 | 21 | -3   |
| 7    | FC Sfîntul Gheorghe P   | 20  | 18 | 5  | 5 | 8  | 15 | 27 | -12  |
| 8    | FC Zimbru Chișinău      | 19  | 18 | 5  | 4 | 9  | 17 | 21 | -4   |
| 9    | FC Dinamo-Auto Tiraspol | 15  | 18 | 4  | 3 | 11 | 14 | 38 | -24  |
| 10   | FC Spicul Chișcăreni P  | 14  | 18 | 3  | 5 | 10 | 14 | 35 | -21  |

|  | Ligue des champions 2017-2018, 1er tour de qualification                                           |
|  | Ligue Europa 2017-2018, 1er tour de qualification                                                  |
|  | Le club se retire de la compétition en fin de saison.                                              |
|  | Relégation directe en Divizia A                                                                    |
|  | T : Tenant du titre C : Vainqueur de la Coupe de Moldavie 2017-2018 P : Promu de deuxième division |

### Classement des buteurs
| Pos | Buteur            | Club               | Buts | Pen. |
| --- | ----------------- | ------------------ | ---- | ---- |
| 1   | Vitalie Damascan  | Sheriff Tiraspol   | 13   | 0    |
| 2   | Vladimir Ambros   | Petrocub-Hîncești  | 9    | 1    |
| 3   | Stefan Mugosa     | Sheriff Tiraspol   | 7    | 1    |
| 4   | Josip Brezovec    | Sheriff Tiraspol   | 5    | 1    |
| 5   | Jairo             | Sheriff Tiraspol   | 5    | 1    |
| 6   | Vadim Paireli     | Petrocub-Hîncești  | 5    | 0    |
| 7   | Viorel Primac     | Speranța Nisporeni | 5    | 0    |
| 8   | Serhiy Zahynaylov | Zaria Bălți        | 5    | 2    |
| 9   | Jean Theodoro     | Zimbru Chișinău    | 5    | 0    |